# BR 112
BR 112 var ett tyskt lok tillhörande Deutsche Bundesbahn vilket var i trafik åren 1962 till 1991.

## Historia
Under 1950-talet började Deutsche Bundesbahn att köra med en ny loktyp kallad E 10, men man ville sedan ha ett lok som kunde dra expresståg, då E 10 inte kunde nå upp till önskad hastighet så man beslöt att de loken som återstod att levereras skulle förses med nyutvecklade boggier och transmissioner för hastigheter uppemot 160 km/t. Ursprungligen bar loken litterat E 10,12 men ändrades 1968 till BR 112. År 1991 kom det fram att de 11 lok som bar litterat BR 112 krånglade och ställde till med problem. Man kom fram till att det berodde på åldern och loken byggdes om till littera BR 113 och hastigheten sänktes till 120 km/t.